# Csaba Köves
Csaba Köves (Budapest, 27 ottobre 1966) è un ex schermidore ungherese, vincitore di due medaglie d'argento nella scherma ai giochi olimpici.